# Jitaúna
Jitaúna est une municipalité brésilienne de l'État de Bahia et la microrégion de Jequié.